# Partido Shirikisho do Quênia
O Partido Shirikisho do Quênia é um partido político do Quênia (Shirikisho significa União ou Federação em suaíli). O partido foi formado em 1997 e tinha alguma influência política na Região da Costa.